# Гер, Поль
Поль Гер (фр. Paul Guers, настоящие имя — Поль Жак Дютрон фр. Paul Jacques Dutron; 19 декабря 1927, Тур, Эндр и Луара —  ноябрь 2016, Монсоро, Мен и Луара) — французский актёр театра и кино.

## Биография
Окончил Высшую национальную консерваторию драматического искусства в Париже. С 1953 по 1956 год выступал на сцене Комеди Франсез.
С 1954 по 1999 год снялся в 103 кинофильмах и сериалах.
Его жена Мари-Жозеф Гер была писательницей и доктором французской литературы. Защитила диссертацию по теме о Поле Клоделе, лауреат премии Французской академии за одну из своих книг.
28 ноября 2016 года Поль Гер и его жена найдены мёртвыми в своём доме в Монсоро. Вскрытие установило, что актёр, который проходил лечение от тяжёлой формы рака, умер между 16-19 ноября, а его жена умерла после него; расследование склонялось к естественной смерти Поля Гера и последующему самоубийству его жены.

## Избранная фильмография
- 1955 — Нельская башня — Готье д’Онэ
- 1956 — Если бы нам рассказали о Париже — Граф де Виллар (нет в титрах)
- 1958 — Повесть о двух городах — Шарль Дарне
- 1958 — Тото в Париже — Пьер Дюкло
- 1959 — Мари-Октябрь — Ив де Гёвен, священник
- 1960 — Дело Набоба — Серж
- 1962 — Преступление не выгодно — доктор Матье
- 1964 — Великолепный рогоносец[фр.] — Габриель
- 1979 — Барышни из Вилько — муж Йоли
- 1984 — Наша история — Кларк
- 1984 — Предатель — священник
- 1984 — Сильный адвокат — Жорж Дени
- 1985—1986 — Спрут 2 (мини-сериал) — профессор Джанфранко Лаудео
- 1987 — Спрут 3 (мини-сериал) — профессор Джанфранко Лаудео
- 1988 — Big Man (сериал) — Филипп Броссар
- 1988 — Виновный
- 1988 — Три билета на 26-е — Макс Лихман
- 1988 — Профессор: Дива — Филипп Броссар
- 1989 — Лето революции — Безенваль
- 1989 — Великие семьи (мини-сериал) — Лартуа
- 1989—1994 — Общие сведения (сериал) — Александр Бюво
- 1990 — Завтрак в Сусцейраке — Рауль
- 1992 — Центральная бригада 2: Война белых (сериал) — Шнайдер
- 1994 — Аромат Ивонны — Даниель
- 1994 — Глаза Элен (сериал) — комендант Фаверо
- 1994 — Недостатки президента — Поль Дешанель
- 1994 — Афера — Рене Лантье
- 1995 — Тайна исповеди — Джакомо
- 1995—2001 — Мясо с морковью (сериал) — клиент
- 1996 — Зелёный ад — Шасси
- 1997 — Жозефина: Ангел-хранитель (сериал) — Пьер
- 1997—1999 — Мэтр Да Коста (сериал) — глава трибунала